# Acroporium dicranoides
Acroporium dicranoides är en bladmossart som beskrevs av Fleischer 1923. Acroporium dicranoides ingår i släktet Acroporium och familjen Sematophyllaceae. Inga underarter finns listade i Catalogue of Life.